# 470
| 470                |
| ------------------ |
| Dødsfald - Fødsler |
|                    |

| Gregoriansk kalender | 470 CDLXX               |
| Ab urbe condita      | 1223                    |
| Armensk kalender     | I/T                     |
| Kinesiske kalender   | 3166 – 3167 己酉 – 庚戌 |
| Etiopisk kalender    | 462 – 463               |
| Jødisk kalender      | 4230 – 4231             |
| Hindukalendere       |                         |
| - Vikram Samvat      | 525 – 526               |
| - Shaka Samvat       | 392 – 393               |
| - Kali Yuga          | 3571 – 3572             |
| Iransk kalender      | 152 BP – 151 BP         |
| Islamisk kalender    | 157 BH – 156 BH         |

Se også 470 (tal)